# Now or Never (씨엔블루의 음반)
《Now or Never》는 그룹 씨엔블루(CNBLUE)의 첫 번째 미니앨범으로, 2009년 8월 19일 일본에서 발매되었다.

## 수록곡
1. Now or Never
2. Let’s Go Crazy
3. Love Revolution - 정용화 작사
4. Just Please - 정용화 작사 및 작곡
5. Teardrops in the Rain